# Peter Neustädter
Peter Neustädter (rusky Пётр Петрович Нойштедтер; * 16. února 1966, Kara-Balta, Kyrgyzská SSR, SSSR) je bývalý sovětský/kazašský fotbalový obránce a reprezentant Kazachstánu, později trenér.
Jeho synové Daniel a Roman jsou rovněž fotbalisté, jeho bratr Andrej je fotbalový trenér.

## Klubová kariéra
- Zenit Leningrad 1984
- Kajrat Alma-Ata 1985
- FK Iskra Smolensk 1986–1987
- FK Dněpr Dněpropetrovsk 1988
- Tavrija Simferopol 1988
- Kajrat Alma-Ata 1989–1990
- Spartak Vladikavkaz 1991
- Karlsruher SC 1992–1993
- Chemnitzer FC 1994
- 1. FSV Mainz 05 1994–2006

## Reprezentační kariéra
V červnu 1996 odehrál 2 kvalifikační zápasy za A-mužstvo Kazachstánu, proti Kataru (výhra 1:0) a Sýrii (prohra 0:2).